# ريونوسكي ساغارا
ريونوسكي ساغارا (باليابانية: 相良 竜之介) (مواليد 17 أغسطس 2002) هو لاعب كرة قدم ياباني.

## وصلات خارجية
- ريونوسكي ساغارا على موقع رابطة كرة القدم اليابانية للمحترفين (اليابانية)
- ريونوسكي ساغارا على موقع إي إس بي إن إف سي (الإنجليزية)
- ريونوسكي ساغارا على موقع قاعدة بيانات كرة القدم.إي يو (الإنجليزية)
- ريونوسكي ساغارا على موقع Soccerbase.com (لاعب) (الإنجليزية)
- ريونوسكي ساغارا على موقع Soccerway.com (الإنجليزية)
- ريونوسكي ساغارا على موقع عالم كرة القدم.نت (الإنجليزية)